# Rue Saint-Nicaise
Rue Saint-Nicaise fu una via di Parigi situata nel I arrondissement. Essa prendeva il nome da una vecchia cappella situata sul medesimo luogo.

## Storia
Venne aperta per la prima volta nel XVI secolo lungo le Mura di Carlo V. Partiva da rue des Orties, percorreva tutta l'ala sud del Palazzo del Louvre, sul lato est di Place du Carrousel ed infine terminava sulla Rue Saint-Honoré.
Questa strada divenne particolarmente famosa per il celebre attentato su Napoleone Bonaparte, piano architettato da Georges Cadoudal il 24 dicembre 1800, quando un ordigno esplosivo venne lanciato contro la carrozza sulla quale il primo console stava viaggiando. Napoleone riuscì a salvarsi, poiché la bomba venne lanciata pochi secondi dopo il suo passaggio. Tuttavia, l'esplosione determinò la morte di 22 presenti sul luogo, parecchi feriti e ben 46 abitazioni danneggiate verso la Rue Saint-Honoré.
La strada venne smantellata nel 1853 durante l'estensione della rue de Rivoli e l'ampliamento del cortile sottostante al Louvre.